# Вайк
Вайк (вірм. Վայք) — місто у Вірменії, розташоване у марзі (області) Вайоц-Дзор. Місто розташоване за 139 км на південний схід від Єревана, на трасі Єреван — Горіс. Через місто протікає річка Арпа.
Будівлі багатоповерхові, побудовані з артікського туфу та місцевого фельзиту. Приблизно за 1 км на захід від міста розташований старий міст, побудований у XVII століття та реконструйований у 1827 р. за пропозицією Паскевича.